# Philip Hanson
Philip Hanson  (* 5. července 1999 Sunningdale, Berkshire)  je britský automobilový závodník, který v současnosti[kdy?] soutěží v Mistrovství světa FIA ve vytrvalosti a European Le Mans Series s týmem United Autosports. Svůj první šampionát, Whilton Mill Club, vyhrál ve věku 15 let. V roce 2016 debutoval ve vytrvalostních závodech, závodil v sérii Asian Le Mans s týmem Tockwith Motorsports